# Taraschany
Taraschany (ukrainisch Тарашани; russisch Тарашаны Taraschany, rumänisch Tărășeni, deutsch (bis 1918) Terescheni) ist ein Dorf im Süden der ukrainischen Oblast Tscherniwzi mit etwa 1000 Einwohnern (2001).

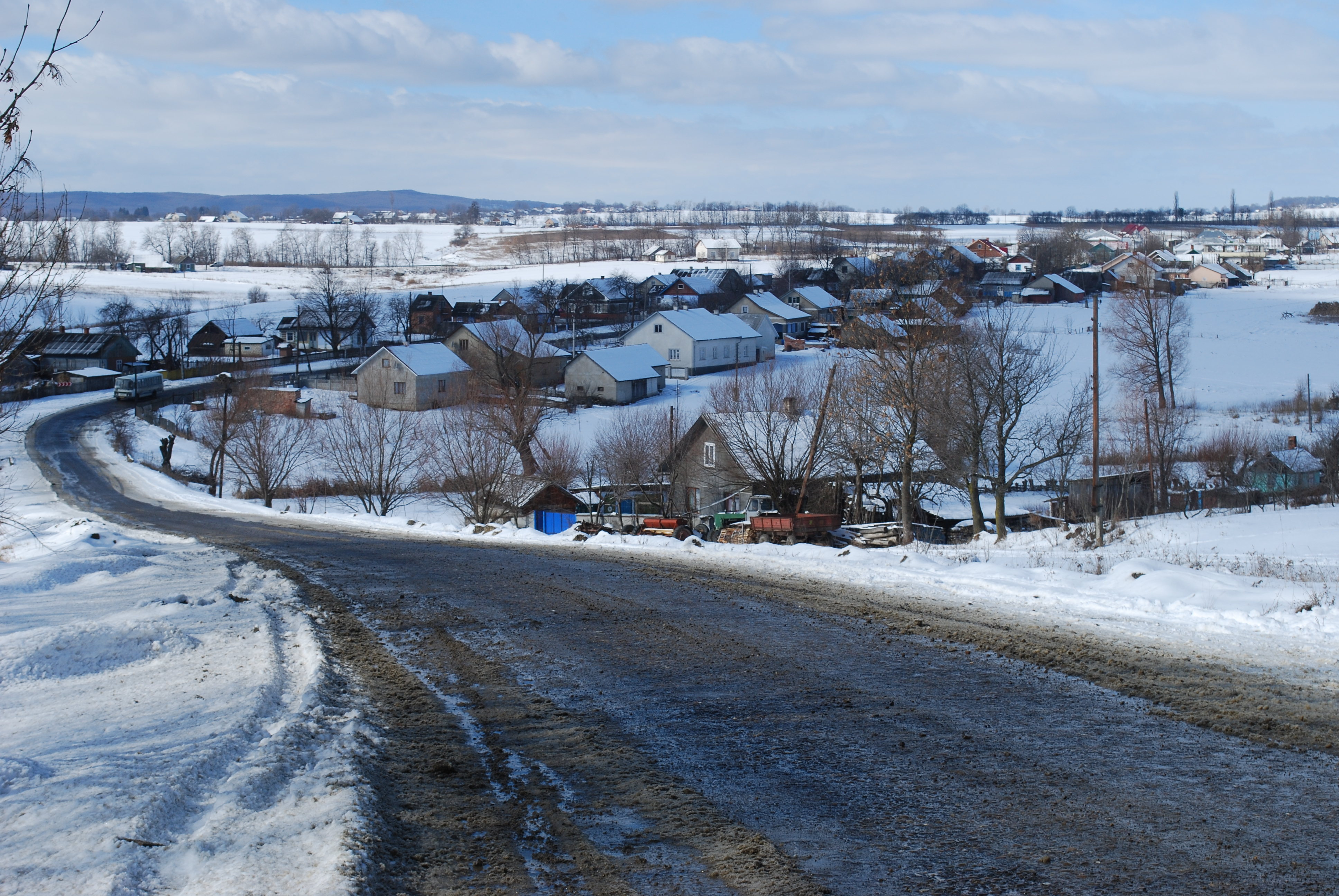
Blick auf den Ort im Winter

Das 1573 erstmals schriftlich erwähnte Dorf liegt in der nördlichen Bukowina etwa 7 km östlich vom ehemaligen Rajonzentrum Hlyboka und etwa 21 km südöstlich der Oblasthauptstadt Czernowitz.
Am 12. Juni 2020 wurde das Dorf zum Zentrum der neu gegründeten Landgemeinde Taraschany (Тарашанська сільська громада/Taraschanska silska hromada). Zu dieser zählen auch die 4 in der untenstehenden Tabelle aufgelistetenen Dörfer; bis dahin bildete es zusammen mit dem Dorf Pryworoky (Привороки) die Landratsgemeinde Taraschany (Тарашанська сільська рада/Taraschanska silska rada) im Rajon Hlyboka.
Seit dem 17. Juli 2020 ist der Ort ein Teil des Rajons Tscherniwzi.
Folgende Orte sind neben dem Hauptort Taraschany Teil der Gemeinde:
| Name                     | Name       | Name                  | Name           | Name                |
| ukrainisch transkribiert | ukrainisch | russisch              | rumänisch      | deutsch             |
| ------------------------ | ---------- | --------------------- | -------------- | ------------------- |
| Poljana                  | Поляна     | Поляна                | Poieni, Puieni | Pojeny              |
| Pryworoky                | Привороки  | Привороки (Priworoki) | Prevoroche     | Preworokie          |
| Staniwzi                 | Станівці   | Становцы (Stanowzy)   | Stăneşti       | Stanestie am Sereth |
| Turjatka                 | Турятка    | Турятка               | Tureatca       | –                   |